# Randolph Air Force Base

i7
i11
i13

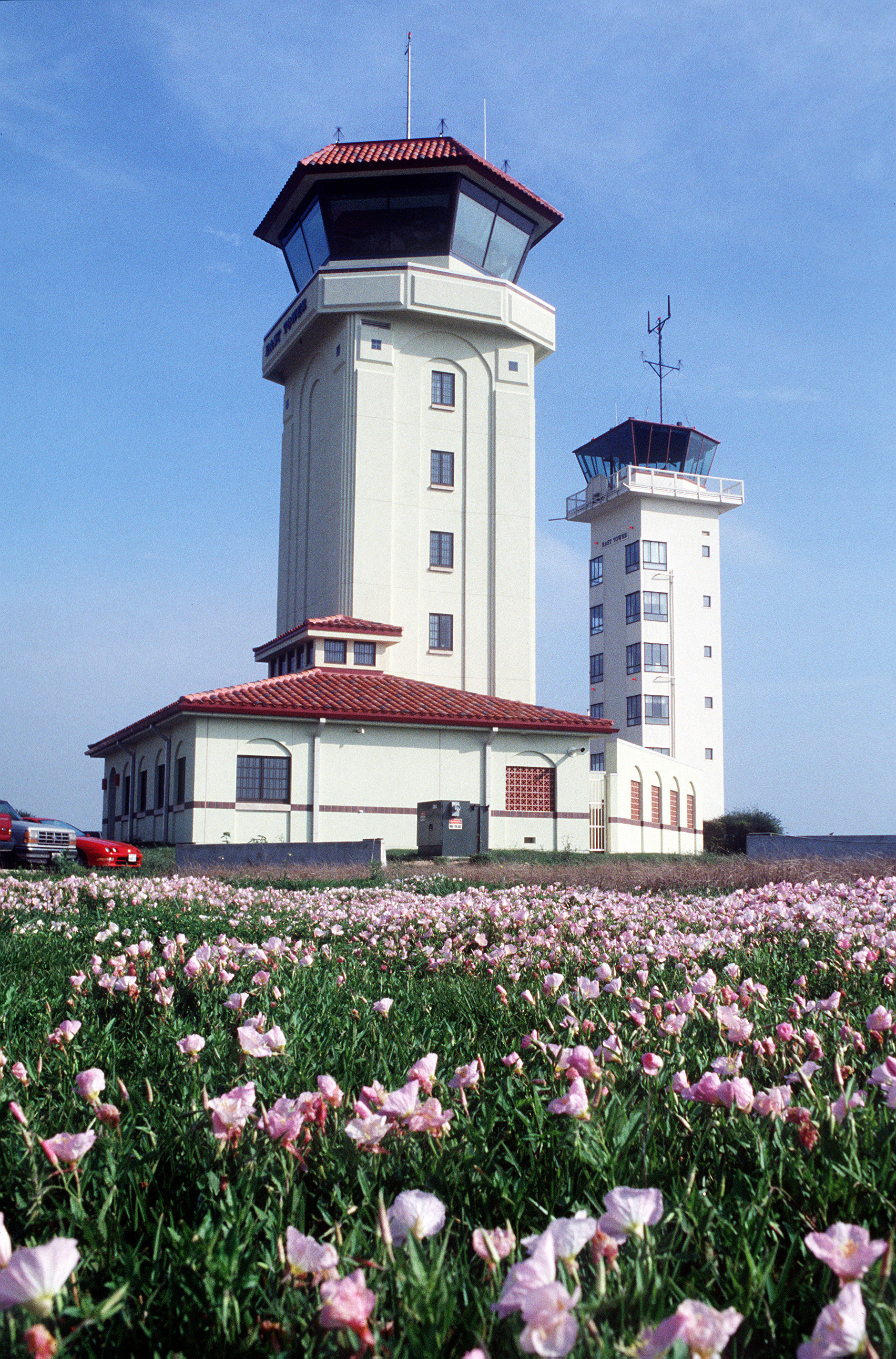
Der Tower der Airbase 1997

Die Randolph Air Force Base (kurz: Randolph AFB, IATA-Code: RND, ICAO-Code: KRND) ist ein Luftwaffenstützpunkt der United States Air Force, der sich in Bexar County, Texas, rund 27 Kilometer nordöstlich von San Antonio befindet. Die Basis wurde am 20. Juni 1930 als eine Flugtrainingsbasis in Dienst gestellt und wird bis heute zu diesem Zweck genutzt. Am Standort befindet sich das Hauptquartier des Air Education and Training Command, der Kommandobehörde für Ausbildung und Training in der US-Luftwaffe. Seit 2010 ist die Randolph AFB Teil der Joint Base San Antonio. Der United States Census führt Randolph AFB als Census-designated place. Die Erhebung von 2020 ergab eine Anzahl von 1.280 Einwohnern.
Der Kern der Liegenschaft ist seit Juli 1996 als Historic District unter der Bezeichnung Randolph Field Historic District in das National Register of Historic Places eingetragen. Im August 2001 erhielt der Bezirk den Status eines National Historic Landmarks zuerkannt.
Randolph AFB wurde im September 1928 zu Ehren des aus San Antonio stammenden Captain William M. Randolph benannt, der im Februar des gleichen Jahres bei einem Flugunfall mit einer Curtiss AT-4 ums Leben gekommen war.

## Historie
Randolph AFB ist einer der ältesten Militärflugplätze in den USA. Im Jahre 1927 wurde ein geeignetes Areal für ein Fluggelände in der Nähe San Antonio erworben, um den in Folge der Vergrößerung des US Army Air Corps gestiegenen Bedarf an Plätzen für die Pilotenausbildung zu decken. Die Arbeiten am Aviation Field San Antonio begannen am 11. Oktober 1928. Am 20. Juni 1930 wurde der Platz eingeweiht, ein Jahr später waren die letzten Baumaßnahmen abgeschlossen. Am 28. September 1928 wurde der zuvor als Aviation Field San Antonio bezeichnete Flugplatz in Randolph Field umbenannt. 1931 verlegten u. a. das Air Corps Training Center und die School of Aviation Medicine nach Randolph Field. Der Flugbetrieb am Platz diente anfangs in erster Linie der fliegerischen Grundlagenausbildung.
Am 13. Januar 1948 erhielt Randolph Field die heutige Bezeichnung Randolph Air Force Base.

## Ausbildungsstätte für die Bundeswehr
Von 1993 bis 1996 absolvierten angehende Waffensystemoffiziere der Luftwaffe und der Marine die Navigatorenschulung bei der US Air Force auf den Randolph AFB. Nach Bestehen des Lehrgangs erfolgte die weitere Ausbildung auf dem jeweiligen Einsatzmuster. Dieser Ausbildungsabschnitt war auf Grund der Schließung der Mather Air Force Base in Kalifornien im Jahre 1993 von dort nach Randolph verlagert worden. Ab 1995 kaufte die Bundeswehr diese Ausbildung bei der US Navy. Seitdem erlernen Waffensystemoffiziere die fliegerischen Grundlagen auf der Naval Air Station Pensacola in Florida.

## Zwischenfälle
- Am 29. September 1960 kam es mit einer Douglas DC-3/AC-47D der United States Air Force (USAF) (Luftfahrzeugkennzeichen 43-49705) zu einer Notlandung in einem See des Randolph Oaks Golfplatzes auf dem Gelände der San Antonio-Randolph Air Force Base. Alle vier Besatzungsmitglieder, die einzigen Insassen, überlebten den Unfall. Das Flugzeug wurde irreparabel beschädigt.[9]